# Малая проза
Ма́лая про́за (микрорассказ, флэш-фикшн, микрофикшн, короткое кино) — довольно условное название для прозаических произведений, объём которых интуитивно определяется автором и читателем как меньший, чем типичный для национальной литературы данного периода. Такая постановка вопроса о малой прозе возникла в XX веке, когда эрозии подверглась традиционная система литературных жанров и на фоне жанровой неопределенности текста его величина оказалась едва ли не наиболее заметным различительным признаком. В то же время именно на рубеже XIX—XX вв. ряд внутрилитературных и общекультурных процессов привёл к постепенному росту количества прозаических миниатюр. Среди таких процессов можно назвать и обострение вопроса о границе между стихом и прозой, побудившее многих авторов экспериментировать с пограничными и переходными формами (в том числе с так называемыми стихотворениями в прозе, чья длина естественным образом оказывалась сопоставима с длиной среднего лирического стихотворения), и расширение рынка газет и журналов, ориентированных на сравнительно массового читателя, в которых короткие тексты оказались неплохо востребованы.

## О границах понятия
Какого в точности размера должен быть прозаический текст, чтобы считаться малым, определить невозможно. В англоязычной традиции принято считать объём текста в словах и к малой прозе относить тексты объёмом до 300, до 500, до 1500 слов. В русскоязычной традиции объём текста считается в знаках (или в страницах, что то же самое, потому что имеется в виду стандартная машинописная страница, соответствующая 1800 знакам) — в разное время разными специалистами предлагалось считать малой прозой текст до 2000 знаков, до 3 страниц (≈ 5400 знаков), до 5 страниц (≈ 9000 знаков). С распространением Интернета приобрёл популярность тезис о малом тексте как таком, какой при чтении с монитора не требует вертикальной прокрутки, о тексте «величиной в один экран», — понятно, что такое определение не является строгим, поскольку не может учесть различия в величине монитора и размере шрифта у разных читателей.
С аналогичными разночтениями сталкивается и попытка определить размер стихотворной миниатюры. Возможно, строгая однозначность определения в подобных случаях неуместна (странно было бы считать, что между текстом в 2000 знаков и текстом в 2200 знаков действительно лежит какая-то качественная граница). В то же время возможности расширения границ малой прозы не беспредельны: и по историческим причинам (самая короткая из пушкинских «Повестей Белкина», «Гробовщик», составляет около 11000 знаков — это показывает нам, что такой объём текста, хоть и виделся малым в пушкинскую эпоху, вряд ли может соответствовать современному пониманию малой прозы), и по причинам психологии восприятия (подразумевается, что малая проза воспринимается как бы одновременно, единым актом).

### Основные особенности жанра
1. Экономия слов: авторы стремятся использовать минимальное количество слов для передачи истории и эмоций.
2. Сжатие сюжета: зачастую отсутствуют подробное описание и развитие персонажей, но история все равно должна быть полноценной и интересной.
3. Завуалированный конец: флэш-фикшн часто предлагает открытый или неожиданный финал, оставляя читателю возможность самому додумать продолжение.
4. Сосредоточение на одном моменте: флэш-фикшн обычно фокусируется на одном важном моменте, который является ключевым для истории.

## О внутреннем подразделении малой прозы
Теория малой прозаической формы разработана слабо. В англоязычной традиции намечено одно базовое разделение малой прозы: на сверхкраткий рассказ (англ. short short story) и стихотворение в прозе (англ. prose poem) — однако границы между этими двумя явлениями весьма размыты: подразумевается, что сверхкраткий рассказ центрирован на сюжете, тогда как стихотворение в прозе — на лирическом переживании и образном ряде. Сверхкраткие сюжетные рассказы в англоязычных странах в последнее время определяют как flash fiction (с англ. — «история-вспышка»). Длина такого рассказа может достигать шести слов, как у рассказа «For sale, baby shoes, never worn» (с англ. — «Продаются детские ботинки, неношенные»), приписываемому Эрнесту Хемингуэю. Редукция периферийных элементов сюжета, указывают современные исследователи, может приводить даже к появлению однофразовых и двуфразовых текстов, в которых, однако, удерживается жанрообразующая структура рассказа, построенная на переломе (pointe) от экспозиции к развязке.
В российском литературоведении обсуждалась гипотеза о возможности классифицировать малую прозу по жанрам-прототипам, причём не только литературным, но и речевым: такая классификация добавила бы к стихотворению в прозе и сверхкраткому рассказу минироман (роман, сведённый к чистой схеме, но сохраняющий присущие жанру многоперсонажность, временно́й размах и т. п.), минидневник, имитацию черновика и т. п. В развитие этой идеи говорится о жанрообразующем влиянии на малую прозу малых форм журналистики (особенно сетевой) и литературных игр.

## Малая проза в русской литературе
У истоков малой формы в русской прозе, безусловно, стоит цикл Ивана Тургенева «Senilia» (конец 1870-х годов), преимущественно известный как «Стихотворения в прозе» (сам Тургенев это название не использовал). Отдельные более ранние произведения (прежде всего, Фёдора Глинки и Николая Станкевича) остались незамеченными и не оказали влияния на традицию. Опыт Тургенева учитывали обращавшиеся к малой прозе авторы Серебряного века — Иннокентий Анненский, Константин Бальмонт, Алексей Ремизов и др., — для которых, впрочем, едва ли не более значимой была работа с малой прозаической формой французских писателей — Алоиза Бертрана, Шарля Бодлера, Артюра Рембо и др. (произведения этих авторов в этот же период интенсивно переводились на русский язык). На писательское и читательское восприятие малой прозы в этот период влияла и сложившаяся традиция прозаических переводов сложной для перевода поэзии. Эта ветвь развития малой прозы была преимущественно ориентирована на лирико-философское начало. Оппозицию такому пониманию малой прозы составили иронические миниатюры Антона Чехова.
В середине XX века русская малая проза пережила определённый спад в связи с общими процессами в советской литературе, из которой методически изгонялось всё непривычное и нестандартное. Поздние отголоски малой прозы Серебряного века встречаются в литературе первой эмиграции (в частности, у Ивана Бунина). Новаторские идеи в области малой прозаической формы содержатся в творческом наследии Даниила Хармса, вплоть до конца 1980-х годов доступном лишь в самиздате и в зарубежных изданиях.
Возрождение малой прозы началось в годы оттепели, причём поначалу преобладала линия, восходящая скорее к Чехову и, в некоторых случаях, к Хармсу (а также к классическому жанру басни, знающему и прозаические реализации): в своих миниатюрах и публиковавшиеся в советских изданиях Феликс Кривин, Рахиль Баумволь, Виктор Голявкин, и более склонные к социальной критике и/или экзистенциальному скепсису и потому оставшиеся в самиздате Андрей Сергеев, Михаил Соковнин, Аркадий Гаврилов, ранний Андрей Битов тяготели к иронии и элементам сюжета. Другая линия, связанная с фрагментарными лирическими размышлениями и наблюдениями, была представлена в 1970-е годы преимущественно собранными в циклы произведениями Фёдора Абрамова, Владимира Солоухина и других авторов, тяготеющих к «деревенской прозе».
На 1990-е годы пришелся бурный рост русской малой прозы, связанный как с творчеством выдающихся авторов старших поколений (Генрих Сапгир, Игорь Холин, Вадим Козовой, Георгий Балл, Анатолий Гаврилов, Людмила Петрушевская, Виктор Соснора и др.), так и с работами молодых авторов. Отражением этого роста стала изданная по итогам Всероссийского фестиваля малой прозы им. Тургенева (1998) антология «Очень короткие тексты» (2000). В том же году издательство Новое литературное обозрение опубликовало антологию сверхкраткого рассказа 2-й половины XX века «Жужукины дети, или Притча о недостойном соседе».

## Примеры в мировой литературе
1. "Память" (Memory) Харуки Мураками — рассказ о музыканте, который вспоминает свою юность и потерю друга.
2. "Самая короткая история" (The Shortest Story) Августо Монтерросо; также известна как "Динозавр" (The Dinosaur) — состоит из одного предложения: "Когда он проснулся, динозавр еще был там".
3. "За стеклом" (At the Window) Этгар Керет — история о мужчине, который каждый день наблюдает за своей соседкой через окно.